# Serrano (popolo)
I Serrano sono una tribù di nativi americani stanziata nell'attuale California. Essi vengono anche indicati con gli esonimi di Taaqtam (popolo), Maarenga'yam (popolo proveniente da Morongo) e Yuhaviatam (popolo dei pini). Storicamente popolavano le San Bernardino Mountains raggiungendo ad est il deserto del Mojave ed a nord le San Gabriel Mountains attraverso la Sierra Pelona Mountains fino ai Monti Tehachapi nel sud della California.

## Storia
Alcuni membri della tribù Serrano appartenevano ad un gruppo di lingua shoshone sottogruppo del più ampio gruppo Uto-Aztecan di nativi americani. La famiglia linguistica si estendeva storicamente lungo la West Coast, nel Great Basin ed in Messico, con presenza nelle tribù della Mesoamerica. Essi erano un ramo del popolo di lingua Takic giunto nel sud della California intorno a 2.500 anni addietro.  Serrano significa abitante di terre alte o montanaro in spagnolo. Quando i missionari spagnoli giunsero nella regione, nel tardo XVIII secolo, diedero loro in nome Serrano, per distinguerli da tribù vicine, stanzia a nord-est, che erano chiamate Tongva (Gabrieleño—Fernandeño—Nicoleño) ed i Kitanemuk e Tataviam popolanti il nord.